# Okult
Okult is een Luxemburgs wit bier sinds 1999. Aanvankelijk werd het gebrouwen in de Brasserie Artisal te Redange, maar sinds 2005 is de productie verplaatst naar de Brasserie Simon te Wiltz. Er is tevens een stout en een rode ale van dit merk op de markt.

## Variëteiten
- Okult n°1 Blanche (5,4%)
- Okult n°2 Rousse (5,4%)
- Okult Quaffit Stout (6,2%)